# Stazione di Priolo Soprano
La stazione di Priolo Soprano era una stazione ferroviaria della linea Catania–Caltagirone–Gela, sita nel territorio comunale di Niscemi, in Sicilia.

## Storia
Nei primi anni cinquanta da parte del Ministero dei lavori pubblici venne approntato uno studio per riprendere i lavori della tratta ferroviaria Caltagirone-Gela della Ferrovia Catania-Caltagirone-Gela che erano stati sospesi prime della seconda guerra mondiale. Aggiornando il progetto precedente venne realizzata un'ampia e moderna stazione ferroviaria con larghe banchine, pensiline e sottopassaggi. Il fabbricato a due piani con doppio alloggio per il personale aveva un atrio con biglietteria e deposito bagagli, sale d'aspetto, uffici movimento e lavori e servizi vari. I lavori iniziati nell'aprile 1952 vennero portati avanti con lentezza estrema tra lunghi fermi e rifinanziamenti, tanto che l'apertura avvenne solo nel novembre 1979. All'inaugurazione furono presenti ministri ed autorità; tuttavia si era trattato di un'opera inutile visto che Priolo Soprano è una località di campagna.
La stazione venne esercita in telecomando DCO e fu impresenziata divenendo, nel tempo, oggetto di atti di vandalismo.
La stazione fu soppressa il 28 dicembre 2005.

## Strutture e impianti
La stazione era fornita di un ampio fabbricato viaggiatori a due elevazioni posto ad est del fascio binari. I binari adibiti alla circolazione erano due di cui uno era quello di corsa. Il binario di incrocio aveva la lunghezza di 396 m.
La stazione era provvista di doppio segnalamento e segnali distinti per binario. I binari di incrocio erano provvisti di tronchino di salvamento per evitare immissioni di veicoli indebite o accidentali in piena linea. Un piccolo fascio di binari tronchi completava la stazione. Queste infrastrutture rimasero del tutto inutilizzate salvo occasionali ricoveri di mezzi di servizio in quanto la stazione non venne abilitata al servizio merci.

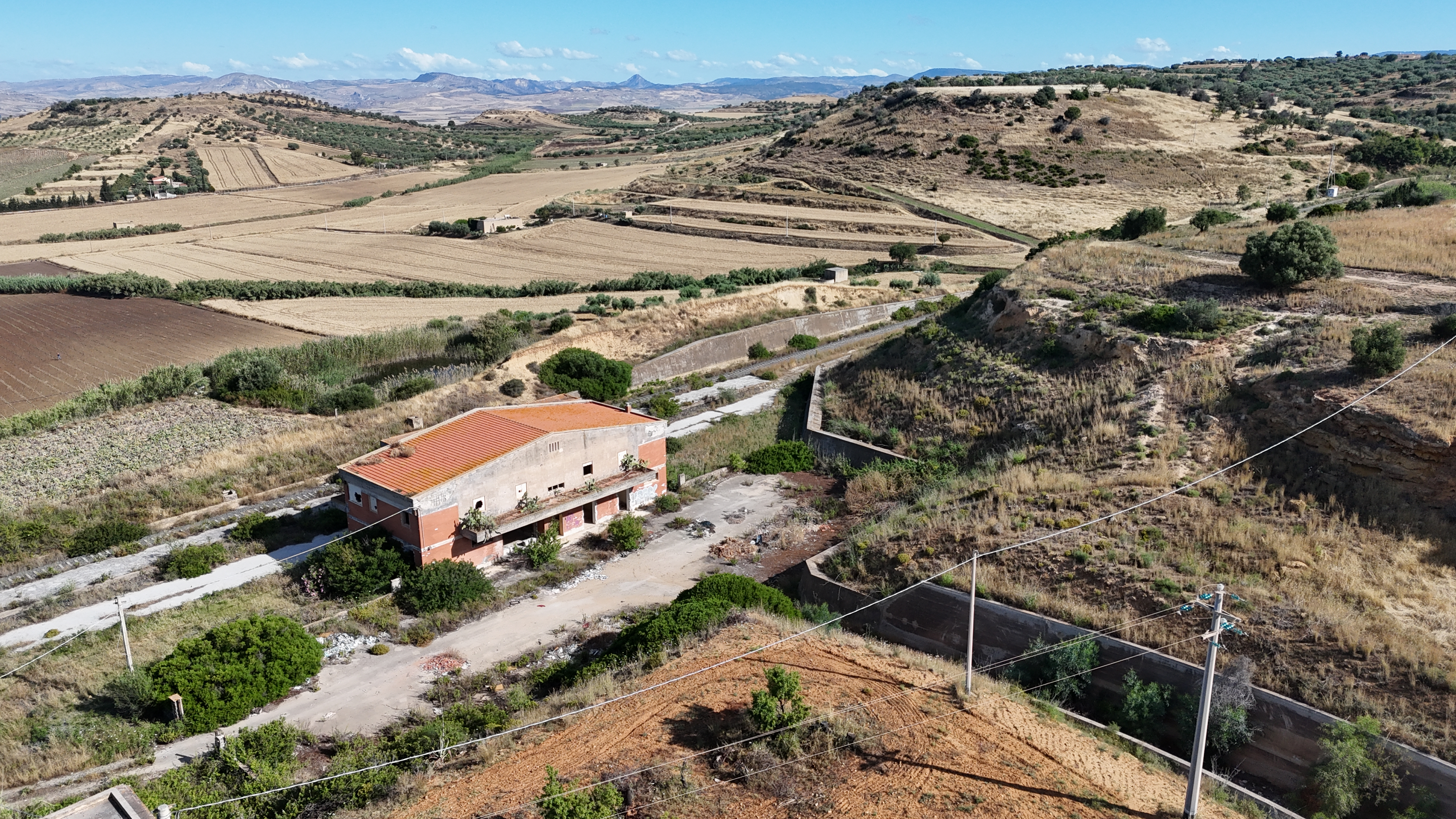
Foto del fabbricato della stazione ferroviaria di Priolo Soprano nel 2025

## Movimento
La stazione di Priolo Soprano non fu interessata da traffico viaggiatori sin dall'inizio; nei primi anni di esercizio vi era prevista la fermata di una coppia di treni viaggiatori giornaliera ma per servizio personale e familiari. Negli anni novanta la fermata dei treni per il detto servizio viaggiatori venne soppressa.